# Lhazê
Lhazê (chữ Tạng: ལྷ་རྩེ་རྫོང་; Wylie: lha rtse rdzong; ZWPY: Lhazê Zong; tiếng Trung: 拉孜县; bính âm: Lāzī Xiàn, Hán Việt: Lạp Tư huyện) là một huyện của địa khu Xigazê (Nhật Khách Tắc), khu tự trị Tây Tạng, Trung Quốc. Huyện có độ cao trung bình là 4.010 mét, và cách khoảng 200 km từ đỉnh Qommolangma (hay Everest). Đây là một trong những huyện nghèo nhất tại Trung Quốc.

### Trấn
- Khúc Hạ (曲下镇)
- Lạp Tư (拉孜镇)

### Hương
| - Trát Tây Tông (扎西宗乡) - Khúc Mã (曲玛乡) - Bành Thố Lâm (彭措林乡) - Trát Tây Cương (扎西岗乡) - Liễu (柳乡) | - Nhiệt Sa (热莎乡) - Mang Phổ (芒普乡) - Tích Khâm (锡钦乡) - Tra Vụ (查务乡) |